# Sauerstoffsättigung

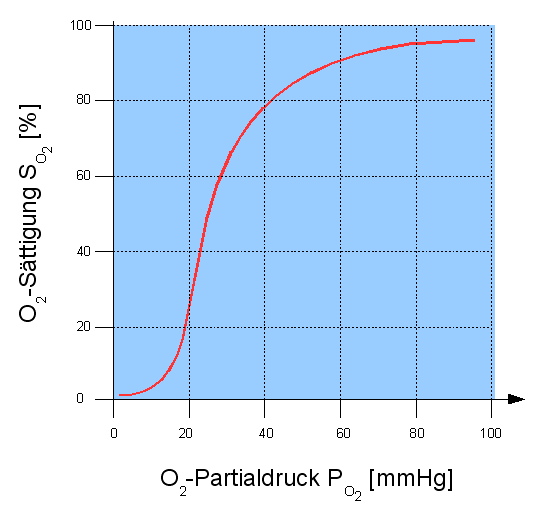
Sauerstoffbindungskurve

Die Sauerstoffsättigung (sO2) (des Hämoglobins) gibt an, wie viel Prozent des gesamten Hämoglobins im Blut mit Sauerstoff beladen sind. Sie erlaubt unter anderem Aussagen über die Effektivität des Sauerstofftransportes, also in erster Linie über die Atmung. Die Sauerstoffsättigung kann entweder direkt in einer Blutprobe durch eine Blutgasanalyse oder nichtinvasiv mittels der Pulsoxymetrie bestimmt werden. Das photometrische Verfahren der Oxymetrie liegt beiden Methoden zugrunde.

## Sauerstoffsättigung und Sauerstoffpartialdruck
Die Sauerstoffsättigung ist umso höher, je höher der Sauerstoffpartialdruck (pO2) im Blut ist. Durch die Abhängigkeit der Sauerstoffaffinität des Hämoglobins von der Anzahl der bereits gebundenen O2-Moleküle (Kooperativität) ist dieser Zusammenhang nicht-linear. Die Sauerstoffbindungskurve zeigt einen schrägen s-förmigen Verlauf.
Arterielle (a) und gemischtvenöse (v) Normwerte:
|                | pO2          | sO2     |
| -------------- | ------------ | ------- |
| arteriell:     | 71–100 mm Hg | 94–97 % |
| gemischtvenös: | 36–44 mm Hg  | 65–82 % |

## Einsatzgebiete und Relevanz
Die arterielle Sauerstoffsättigung (SaO2) ist ein wichtiger, durch Blutgasanalyse feststellbarer Parameter zur Beurteilung der Atemfunktion. In vielen Fällen lässt sie Rückschlüsse auf die Funktion und Tätigkeit der Lunge zu. Je nach Krankheitsbild, Alter und Situation des Patienten kann bzw. muss man unterschiedliche Sättigungswerte tolerieren. So wird man bei Kindern und jungen Erwachsenen unter normalen Umständen einen Wert nahe 100 % anstreben, bei älteren Menschen oder bestimmten Krankheiten (beispielsweise COPD oder Mukoviszidose) können auch Werte um 90 % genügen: Die Grenze für tolerierbare Sättigung muss aber unbedingt individuell festgelegt werden: Bei professionellen Bergsteigern lassen sich auf hohen Gipfeln beispielsweise erstaunlich niedrige Sauerstoffsättigungswerte nachweisen (< 70 %); diese Werte wären unter normalen Umständen bei den meisten Menschen hoch kritisch. Es wird daher vermutet, dass nicht nur die Sauerstoffsättigung wichtig ist, sondern auch die individuelle Effizienz bei der Sauerstoffverwertung. Die entscheidende periphere Sauerstoffsättigung wird zur Berechnung des klinisch immer mehr an Bedeutung gewinnenden arteriellen Sauerstoffgehaltes (CaO2) mit Hilfe des Hämoglobingehalts und der Hüfner-Zahl benötigt. Bedeutsam ist hier, dass ein hoher Hämoglobingehalt einen Kompensationsmechanismus einer erniedrigten Sättigung darstellen kann.
Neben der Bestimmung im arteriellen Blut wird die Sauerstoffsättigung auch im venösen Blut (SvO2) verschiedener Stromgebiete untersucht. Aus der Differenz zur arteriellen Sättigung (SaO2) lässt sich unter Berücksichtigung der Durchblutung die Sauerstoffaufnahme des Gewebes abschätzen. Setzt man hingegen eine konstante Sauerstoffaufnahme voraus, weist eine Zunahme der Differenz auf eine Abnahme der Durchblutung hin. Je nach Herkunft der Blutprobe lassen sich so Informationen über den Zustand der O2-Versorgung in den vorgeschalteten Organen gewinnen. Für wissenschaftliche Untersuchungen und spezielle Fragestellungen kann nach demselben Prinzip die lokale Organdurchblutung bestimmt werden (Lebervene, Halsvenen, Sinus coronarius u. a.).